# Torrents (Manlleu)
Torrents és una masia del municipi de Manlleu (Osona) inclosa en l'Inventari del Patrimoni Arquitectònic de Catalunya.

## Descripció
Es tracta d'una masia de planta rectangular coberta a dos vessants amb el carener perpendicular a la façana, que es troba orientada a ponent. El portal, situat al centre, té la dovella central decorada. A la part dreta hi ha un cos central annexionat cobert a un vessant i destinat al bestiar. Formant angle recte amb la casa hi ha un cos de galeries sostingudes per pilars que consten de planta baixa i primer pis, cobertes a doble vessant. Hi ha un mur que tanca el mas i la lliça, que és de pedra viva. El mas és construït amb pedra i les parts superiors són de tàpia. L'estat de conservació és mitjà. Damunt el portal hi ha una finestra conopial.
Fou ampliat al segle xvi, com indica la dovella central, datada en el 1564. En aquesta mateixa hi ha també el nom de Jesús i Maria, i una ballesta esculturada.

## Història
És un antic mas que pertany al terme rural de Manlleu esmentat a l'Acta de consagració de Santa Maria de Manlleu de l'any 906 amb el nom de "villa de Torrent".
Bartomeu Torrents, fill d'aquesta casa, va ser prior de la canònica agustiniana de Santa Maria de Manlleu entre 1475 i 1480.
El fogatge de la parròquia i terme de Manlleu de l'any 1553 esmenta a Lluis Torrent.
Els Memorials de Quaresma de l'Arxiu parroquial de Santa Maria de Manlleu indiquen que, el 1575, vivien 8 persones a la masia i que, el 1616, eren 5 i el nom del cap de casa era Joan Torrents. El 1862, segons el cadastre, constaven 25 quarteres de terreny de cultiu, 5 de bosc i 20 d'espai erm.